# Melville Jacobs
Melville Jacobs (Nueva York, 3 de julio de 1902 - 31 de julio de 1971) fue un antropólogo estadounidense, conocido por su extenso trabajo de campo en las culturas amerindias del Noroeste del Pacífico.

## Biografía
Nacido en Nueva York, después de estudiar con Franz Boas se convirtió en profesor de la Universidad de Washington en 1928, donde permaneció hasta su fallecimiento en 1971. Casado con la también antropóloga, Elizabeth Jacobs, especialmente durante la primera parte de su carrera, de 1928 hasta 1936, recogió una gran cantidad de datos lingüísticos y textos de una gran variedad de idiomas, incluyendo sahaptin, molal, kalapuya, clackamas, tillamook, alsea, alto umpqua, galice y chinook jargon. A su muerte dejó un fondo para establecer la Jacobs Research Fund, entidad que apoya la investigación antropológica en el noroeste del Pacífico. El conjunto de sus documentos, incluyendo un extenso material lingüístico en bruto que ha servido de base para posteriores investigaciones sobre lenguas ahora extintas, se encuentra en el Archivo Jacobs de la Universidad de Washington.

## Obras
- A Sketch of Northern Sahaptin Grammar (1931)
- Notes on the Structure of Chinook Jargon (1932)
- Northwest Sahaptin Texts, I (1934)
- Texts in Chinook Jargon (1936)
- Northwest Sahaptin Texts, II (1937)
- Coos Narrative and Ethnologic Texts (1939)
- Coos Myth Texts (1940)
- Historic Perspectives in Indian Languages of Oregon and Washington (1941)
- Kalapuya Texts (1945)
- Outline of Anthropology (1947)
- General Anthropology; A Brief Survey of Physical, Cultural, and Social Anthropology (1952)
- Clackamas Chinook Texts (1959)
- The People are Coming Soon; Analyses of Clackamas Chinook Myths and Tales (1960)
- Pattern in Cultural Anthropology (1964)
- The Anthropologist Looks at Myth (1966)

### Archivos
- Melville Jacobs Papers. (1918-1974).
- Richard A. Pelto Papers. (1969)

- Datos: Q6813885